# Bromuro de glicopirronio
El bromuro de glicopirronio es un medicamento broncodilatador, pertenece al grupo farmacológico de los anticolinérgicos inhalados de acción larga (LAMA). Esta autorizado como tratamiento broncodilatador de mantenimiento, para el alivio de los síntomas en pacientes adultos con enfermedad pulmonar obstructiva crónica (EPOC), que afecta sobre todo a fumadores.

## Acción
El bromuro de glicopirronio se administra por inhalación, causando una broncodilatación que puede mejorar la sintomatología de las patologías obstructivas pulmonares. Sus efectos broncodilatadores son locales debido a su baja capacidad para atravesar barreras biológicas y dependen del tono vagal bronquial, que en los pacientes con EPOC está incrementdo produciendo la obstrucción de los bronquios.
Los efectos aparecen aproximadamente 5 minutos de la administración y se mantienen durante 24 horas, mejorando la funcionalidad pulmonar, la capacidad inspiratoria, la sintomatología de la enfermedad y la calidad de vida de los pacientes, y reduciendo la disnea (dificultad para respirar) y la necesidad de medicación de rescate. Por el momento no se han detectado efectos significativos sobre la frecuencia cardíaca.

## Farmacocinética
Es de rápida absorción (tiempo máximo cinco minutos) y se llega al estado estacionario tras siete días de tratamiento para una dosis de 44 mcg/24h.
Se metaboliza de manera parcial en el hígado dando lugar a múltiples metabolitos que posteriormente se conjugan con el ácido glucorónico y son detectables en la orina. Su eliminación es lenta (debido a la acumulación pulmonar y la lenta liberación sistemática tras la inhalación) y se produce de forma parcial por metabolismo y en la excreción de la orina.

### Situaciones especiales
- Insuficiencia renal: El AUC se incrementa 1'4 veces en pacientes con insuficiencia renal leve-moderada y 2'2 veces en insuficiencia grave-terminal con respecto a pacientes con funcionalidad renal normal.
- Insuficiencia hepática: no se ha investigado la farmacocinética en pacientes con insuficiencia hepática aunque no se descartan efectos adversos debido a su bajo metabolismo hepático
- Factores como pueden ser el sexo, el tabaquismo o la capacidad pulmonar basal no parecen presentar interacciones con la farmacocinética del glucopirronio.

## Posología
- Adultos: 44mcg/24h administrados diariamente más o menos a la misma hora.
- Menores de 18 años: no se ha evaluado la seguridad y eficacia.
- Ancianos: no se requiere un reajuste posológico.
- Olvido de dosis: si ha transcurrido poco tiempo, administrar cuanto antes. No administrar dos dosis el mismo día.

En caso de insuficiencia renal leve-moderada no se requiere reajuste posológico y en caso de ser grave-terminal usar solo si los beneficios superan los posibles riesgos.
En caso de insuficiencia hepática no se requiere reajuste posológico.

## Normas de administración
Para la correcta administración el paciente debe ser previamente instruido por el personal sanitario.

## Contraindicaciones
Hipersensibilidad al glicopirronio o cualquier otro componente del medicamento.

## Precauciones
- Vigilar a los pacientes que padezcan insuficiencia renal grave a terminal.
- Efectos anticoalinérgicos: puede agravar enfermedades como: glaucoma, hipertrofia de próstata, obstrucción de la vejiga urinaria, arritmia cardíaca, hipertensión arterial, miastenia grave, [úlcera péptica]] u obstrucción intestinal. Aunque el riesgo parece bajo, no se debe descartar y se recomienda usar con precaución
- Espasmo bronquial agudo:los efectos broncodilatadores podrían ser insuficientes en situaciones en que se precise una broncodilatación rápida. No se ha evaluado su seguridad y eficacia en pacientes con asma por lo que no se aconseja su utilización.
- Broncoespasmo de tipo paradójico: no se ha registrado este efecto en el uso del glicopirronios y se desconoce la causa del mismo, pero en caso de aparecer se recomienda suspender inmediatamente la administración.
- Empeoramiento de la enfermedad: en caso de resultar ineficaz suspender el tratamiento.[4]

## Consejos al paciente
- No debe usarse como medicación de rescate en presencia de espasmo bronquial agudo.
- Antes de administrarlo el paciente debe conocer a la perfección la forma de utilización del mismo.
- La inspiración debe ser lenta, constante y profunda para favorecer la distribución del medicamento por el pulmón.
- Evitar que el medicamento entre en contacto con los ojos.
- Consultar al médico si se experimentan dificultades respiratorias tras el uso del medicamento o si la enfermedad empeora, así como otros síntomas como las alteraciones de la visión o la sequedad de la boca.

### Advertencias especiales
- Los efectos son de inicio lento por lo que no se recomienda en caso de necesitarse una respuesta rápida.
- En caso de broncoespasmo paradójico se suspenderá el tratamiento y se valorará la conveniencia de otro broncodilatador.

## Interacciones
La administración junto con otros fármacos anticolinérgicos podría potenciar los efectos antimuscarínicos en cuyo caso no se recomienda su utilización.

## Casos especiales
- Embarazo. No se dispone de estudios controlados en humanos, su administración solo se acepta si no existen otras terapias más seguras y los beneficios superan los posibles riesgos.

- Lactancia. Se desconoce si se excreta con la leche y las consecuencias que podría tener para el lactante, su administración solo se acepta si no existen otras terapias más seguras y los beneficios superan los posibles riesgos.

- Niños. No se ha evaluado la seguridad en menores de 18 años por lo que se recomienda evitar su utilización.

- Ancianos. No se han apreciado problemas específicos en ancianos, por lo que las dosis serán iguales que las de adultos más jóvenes.

## Efectos sobre la conducción
No se conocen efectos específicos de este fármaco sobre la capacidad de conducción, sin embargo en todos los fármacos anticolinérgicos se presenta la posibilidad de producir alteraciones visuales, visión borrosa o cefalea.

## Reacciones adversas
La mayoría son de carácter leve, presentándose como las más comunes: sequedad de la boca (a causa de los efectos anticolinérgicos) y reacciones locales fruto de la propia administración.

### Poco frecuentes
- Cardiovasculares: palpitaciones y fibrilación auricular.
- Dermatológicas: erupciones exantemáticas.
- Osteomusculares: precordalgia y dolor de las extremidades.
- Metabólicas: hiperglucemia.
- Generales: astenia.
- Digestivas: dispepsia.
- Neurológicas/psicológicas: hipoestesia.
- Respiratorias: rinitis, sinusitis, tos productiva, epistaxis e irritación de garganta.
- Genitourinarias: disuria y retención urinaria.

### Frecuentes
- Digestivas: sequedad de boca (especialmente en el primer mes), gastroenteritis y caries.
- Neurológicas/psicológicas: insomnio, cefalea (especialmente en mayores de 75 años).
- Respiratorias: rinofaringitis.
- Genitourinárias: infecciones del tracto urinario, como cistitis.

## Sobredosis
Síntomas: sequedad de boca, midriasis, taquicardia o alteraciones de la acomodación entre otros.
El riesgo de intoxicación grave parece limitado debido a la administración en dosis bajas.